# 錫尼翁冰川

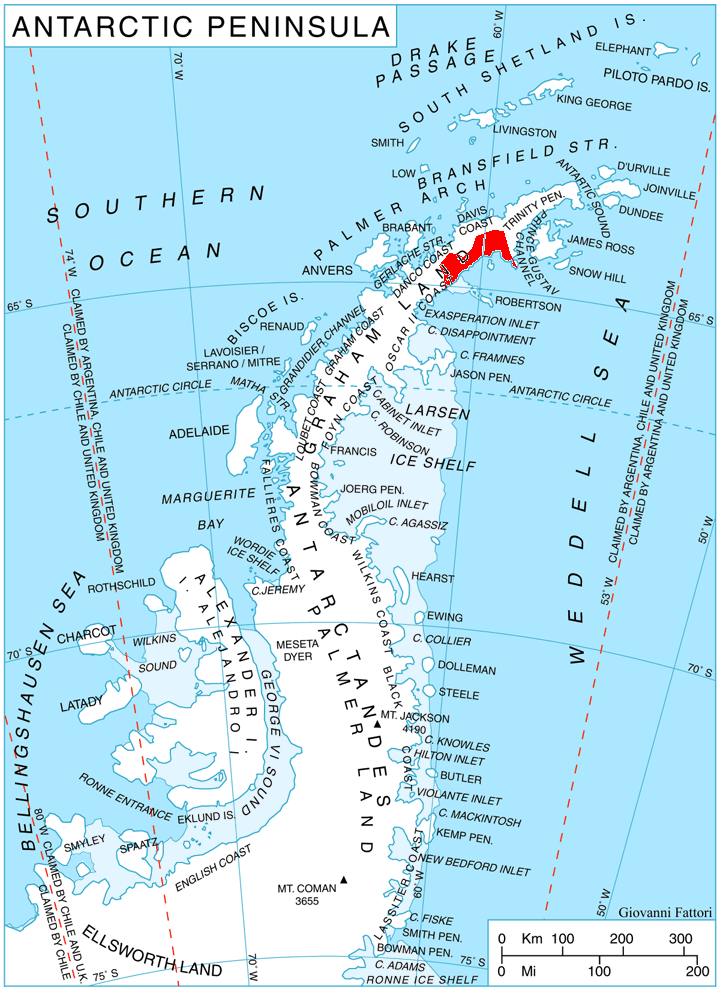

錫尼翁冰川是南極洲的冰川，位於葛拉漢地，宰恰爾冰川的西南面，長6公里，流經底特律高原東南坡和卡布萊什科夫嶺南坡，最終注入威德爾海的奧德林灣。
64°32′40″S 60°26′50″W / 64.54444°S 60.44722°W

## 外部連結
- Sinion Glacier. （页面存档备份，存于） SCAR Composite Antarctic Gazetteer.